# Barnitz
Barnitz er en by og kommune i det nordlige Tyskland, beliggende i Amt Nordstormarn under Kreis Stormarn. Kreis Stormarn ligger i den sydøstlige del af delstaten Slesvig-Holsten.

## Geografi
Barnitz ligger øst for Bad Oldesloe, og sydvest for Lübeck og rummer landsbyerne Benstaben, Groß Barnitz, Klein Barnitz og Lokfeld. Floden Trave løber gennem kommunen i en malerisk floddal. Motorvejen A1 fra Hamborg til Lübeck strejfer kommunen område mellem Benstaben og Klein Barnitz.